# Căile Ferate Forestiere
Die Căile Ferate Forestiere, abgekürzt C.F.F., war ein staatliches Eisenbahnunternehmen in Rumänien. Die Gesellschaft wurde 1948 als Konzessionärin für die Feld-, Wald- und Werksbahnen gegründet. Unter diesen waren
- die Máramaroser Salzbahnen,
- die Mineralwasserbahn von Borsec,
- die CFF Berzasca,
- die CFF Covasna,
- die CFF Câmpu Cetății,
- die CFF Moldovița,
- die CFF Orăștie,
- die CFF Tismana,
- die Wassertalbahn.

Einzig die letztgenannte ist noch in Betrieb und befindet sich mittlerweile im Besitz eines Holzunternehmens. Schwestergesellschaften waren die rumänische Staatsbahn Căile Ferate Române (C.F.R.) und die Căile Ferate Industri (C. F. I.). Letztere betreut die verstaatlichten Industriebahnen.